# Chromocryptus alvaradoi
Chromocryptus alvaradoi là một loài tò vò trong họ Ichneumonidae.